# Deutsche U19-Eishockeynationalmannschaft
Die deutsche U19-Eishockeynationalmannschaft ist die Auswahl der besten deutschen Eishockeyspieler, die jünger als 19 Jahre sind. Sie wird vom Deutschen Eishockey-Bund (DEB) organisiert; Bundestrainer der U19-Nationalmannschaft ist Jochen Molling.
Die ersten Junioren-Länderspiele waren Spiele der U19. Mindestens seit 1954 gab es regelmäßige Begegnungen der deutschen U19 mit der Schweizer U19. Bei der ersten offiziellen Junioren-Europameisterschaft 1968 verzichtete der DEB auf die Qualifikationsspiele. Ab 1969 nahm Deutschland dann regelmäßig an den Junioren-Europameisterschaften der Internationalen Eishockey-Föderation IIHF teil.
1977 führte die IIHF die Juniorenweltmeisterschaft der U20 ein; die Europameisterschaft wurde auf U18 umgestellt. Daher absolviert die U19-Nationalmannschaft heutzutage in der Regel nur noch ein Turnier im Frühjahr. Dieses dient bereits als Vorbereitung auf die U20-Weltmeisterschaft des Folgejahres.

## Platzierungen bei Europameisterschaften
- 1968: verzichtet
- 1969: 5.
- 1970: 5.
- 1971: 5.
- 1972: 5.
- 1973: 6.
- 1974: 1. B-EM
- 1975: 6.
- 1976: 5.